# Rue de Sully
La rue de Sully est une voie du 4e arrondissement de Paris, en France.

## Situation et accès
La rue de Sully est une voie publique située dans le 4e arrondissement de Paris. Elle débute au 6, rue Mornay et se termine au 12, boulevard Henri-IV. 
La station Sully - Morland de la ligne 7 du métro de Paris se trouve à l'extrémité ouest de la rue, au carrefour avec le boulevard Henri-IV.

## Origine du nom
Le nom de la rue fait référence à Maximilien de Béthune, duc de Sully.

## Historique

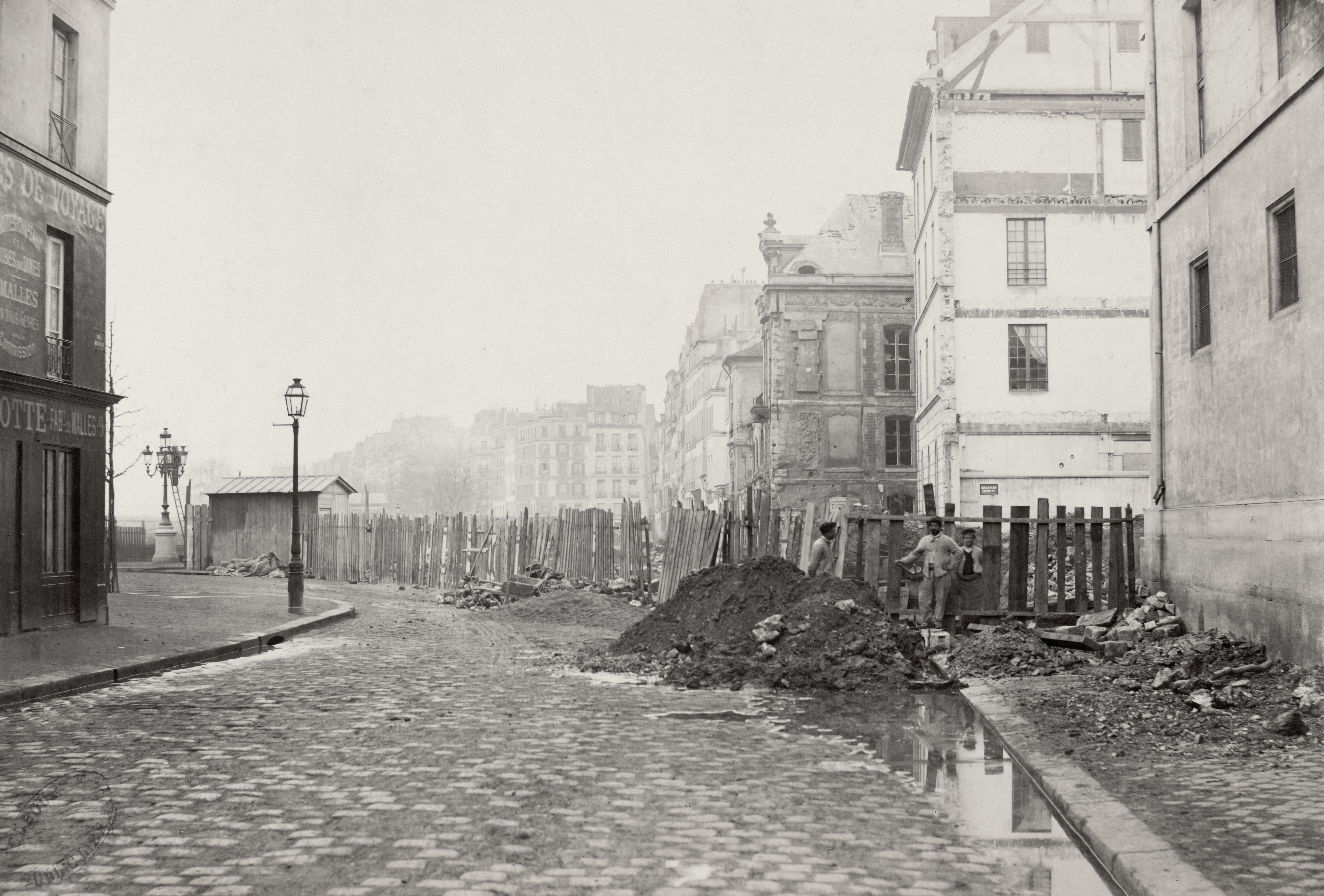
Jonction de la rue de Sully et du boulevard Henri-IV au moment de l'ouverture de ce dernier[1].
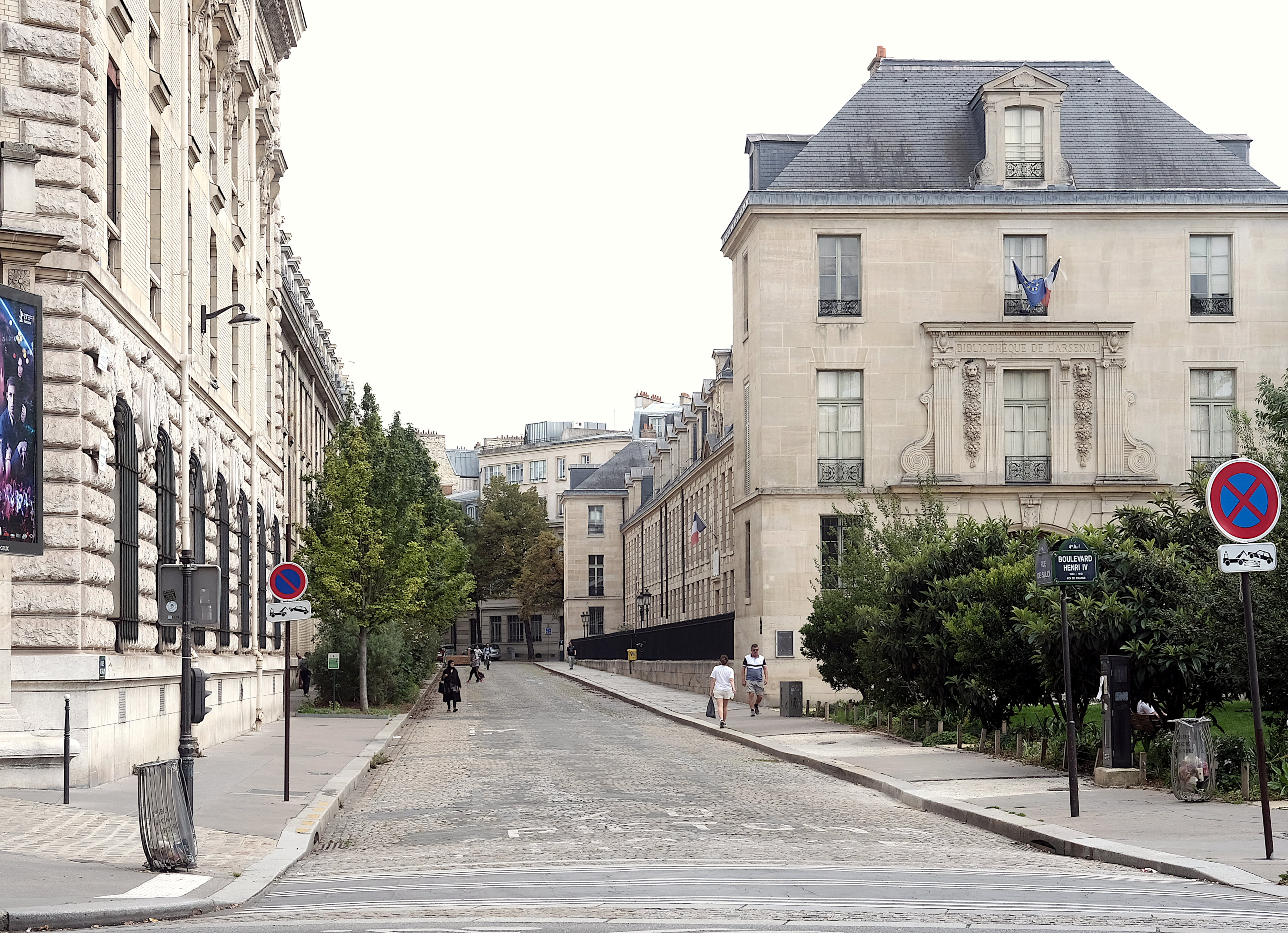
Rue de Sully depuis le boulevard Henri-IV.

Cette rue ouverte en 1807, sous le nom de « rue Neuve de Sully » occupe un emplacement qui faisait anciennement partie de la cour du Grand Arsenal. Après avoir pris le nom de « cour de l'Arsenal », un arrêté du 26 janvier 1906 a réuni au quai des Célestins une partie de la rue de Sully comprise entre le boulevard Henri-IV et la rue du Petit-Musc.

## Bâtiments remarquables et lieux de mémoire
L'artère est bordée :
- par la caserne des Célestins, côté pair ;
- par la bibliothèque de l'Arsenal, côté impair.

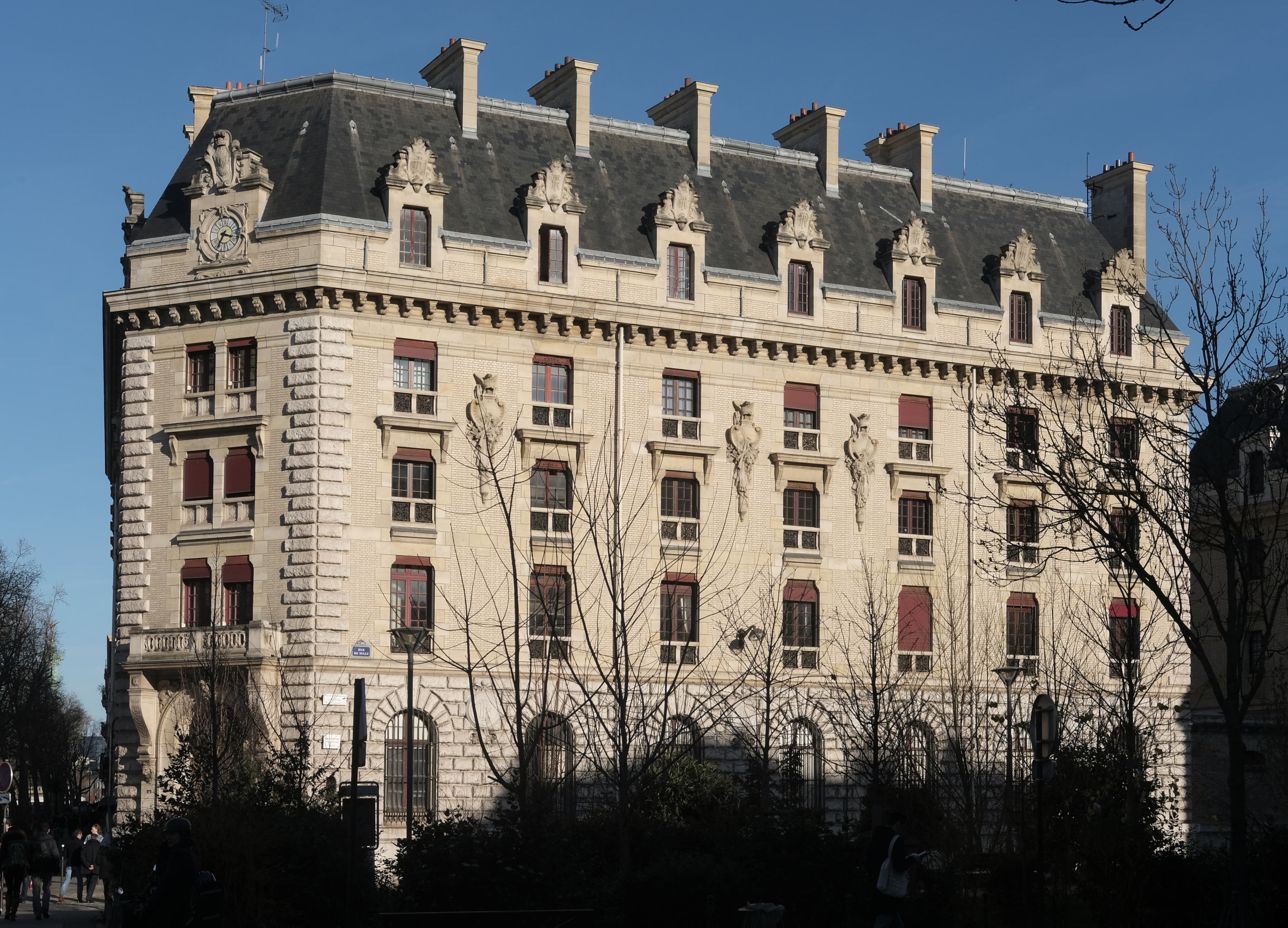
Caserne des Célestins à l'angle de la rue et du boulevard Henri-IV.
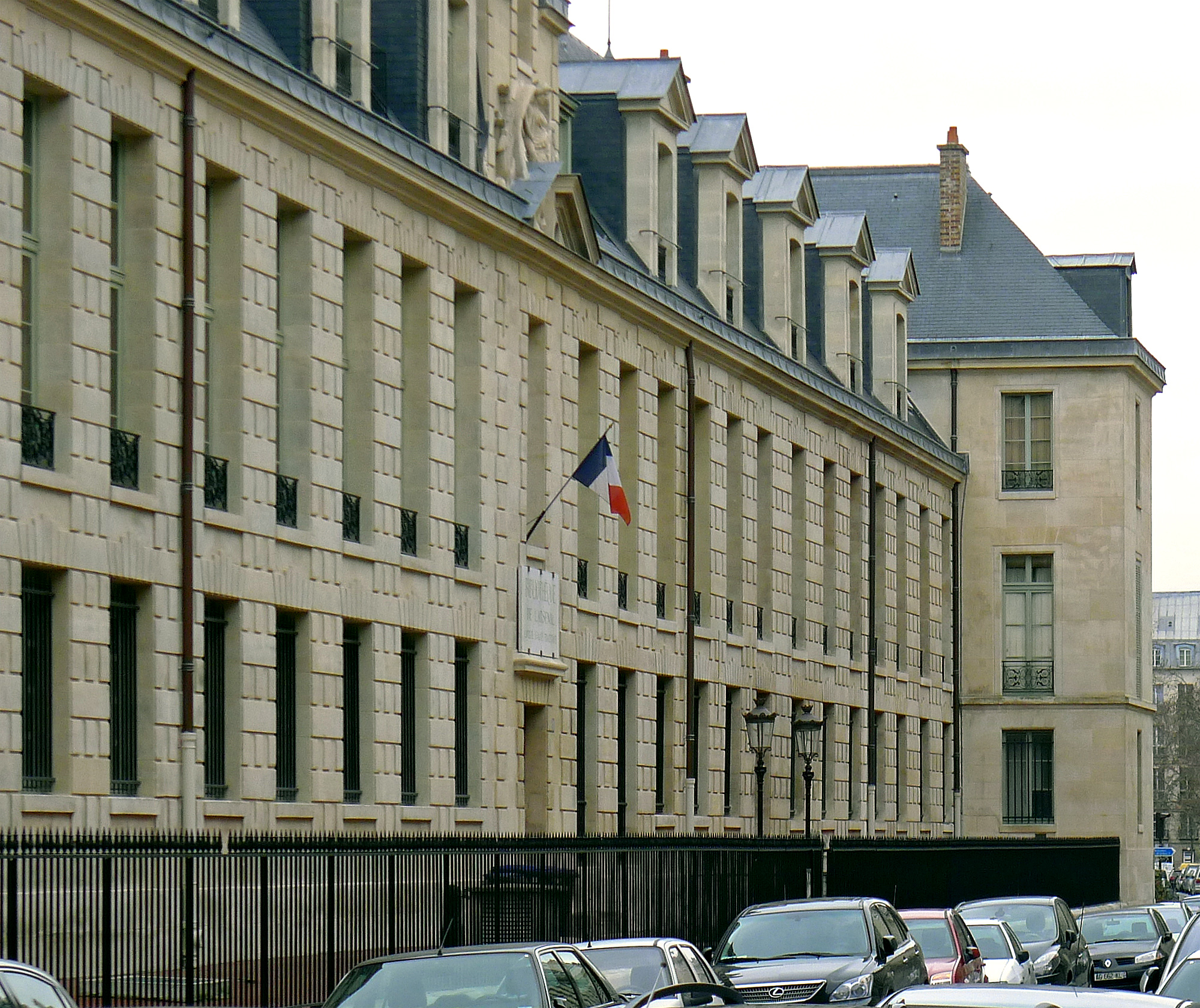
Bibliothèque de l'Arsenal, côté rue de Sully.
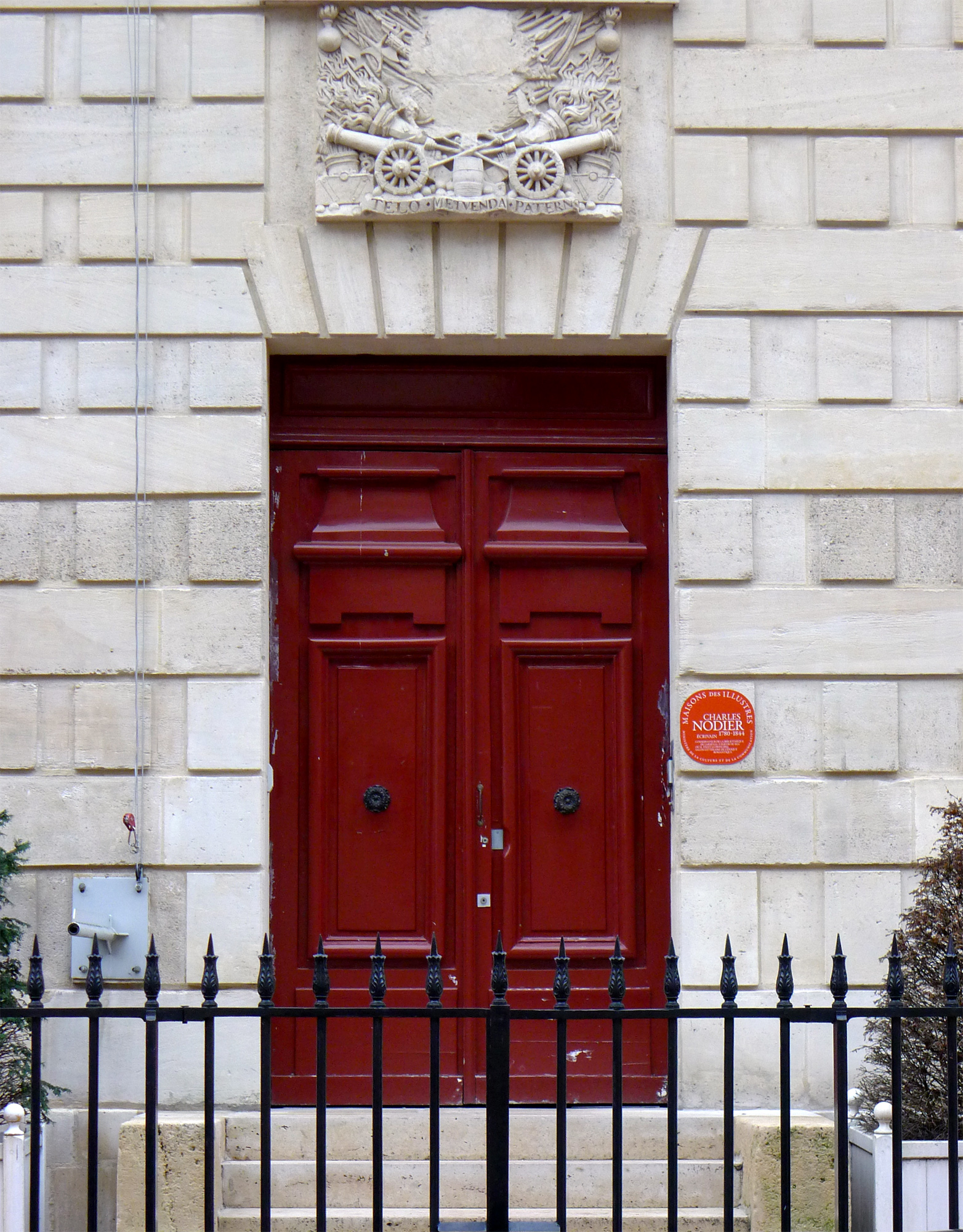
Porte de la bibliothèque ornée d'un bas-relief à motifs militaires.